# Прокуратура на Федералния окръг и териториите на Бразилия
Прокуратурата на Федералния окръг и териториите (на португалски: Ministério Público do Distrito Federal e Territórios, буквално: Обществено министерство на Федералния окръг и териториите) е един от съставните дялове на Прокуратурата на Съюза в Бразилия, която включва още Федералната прокуратура, Военната прокуратура и Трудовата прокуратура. Заедно, Прокуратурата на Съюза и прокуратурите на отделните щати формират единната Прокуратура на Бразилия.
Основната задача на Прокуратурата на Федералния окръг и териториите е да защитава правовия ред и обществените интереси във Федералния окръг и федералните територии на Бразилия. Нейната юрисдикция е ограничена да границите на Федералния окръг и онези територии в Бразилия, които са определени като федерални т.е., които са самостоятелни единици на федерацията, без да са част от нито един щат от състава на съюза, и се управляват пряко от федералното правителство.
Ръководството на този дял на бразилската прокуратура се осъществява от главния прокурор на Федералния окръг и териториите. Главният прокурор на Федералния окръг и териториите се номинира от президента на страната измежду листа с кандидати, изготвена от колегията на прокурорите и промоторите на Федералния окръг и териториите.
Седалището на Прокуратурата на Федералния окръг и териториите се намира в столицата Бразилия.

## Състав
Членовете на Прокуратурата на Федералния окръг и териториите, наричани най-общо прокурори, се поделят на три ранга в зависимост от функциите си и инстанциите, пред които пледират. Т.нар. прокурори (procuradores de Justiça) са членове на прокуратурата, които пледират пред апелативния съд на Федералния окръг. Рангът на промоторите (promotores de Justiça) обединява прокурори, които пледират пред първоинстанционните съдилища и съдии в юрисдикцията на прокуратурата. Най-ниско ниво в ранговата система в прокуратата заемат помощник-промоторите (promotores de Justiça Adjuntos).

## Органи
Структурата и организацията на Прокуратурата на Федералния окръг и териториите е определена в Допълнителен закон No.75 от 20 май 1993 за устройството на Прокуратурата на Съюза. Според него Органи на Прокуратурата на Федералния окръг и териториите са:
- главният прокурор на Федералния окръг и териториите;
- Колегията на прокурорите и промоторите, която обхваща всички прокурори и промотори от състава на Прокуратурата на Федералния окръг и териториите.
- Висшият съвет на Прокуратурата на Федералния окръг и териториите;
- камарите за координация и ревизия на Прокуратурата на Федералния окръг и териториите;
- Корежедорията на Прокуратурата на Федералния окръг и териториите;
- прокурорите;
- промоторите;
- помощник-промоторите.

Ръководството на Прокуратурата на Федералния окръг и териториите се осъществява от главен прокурор, който се назначава от президента на Бразилия за срок от две години измежду листа с трима кандидати, изготвена от Колегията на прокурорите и промоторите.
Основните функции на Колегията на прокурорите и промоторите са: да избира трима кандидати за длъжността главен прокурор; да номинира шестима членове на прокуратурата за съдии в Апелативния съд на Федералния окръг от квотата на прокуратурата; да номинира шестима членове на прокуратурата – кандидати за съдии във Висшия съд от квотата на Прокуратурата на Федералния окръг и териториите; да избира четирима от членовете на Висшия съвет на Прокуратурата на Федералния окръг и териториите; да изпълнява съвещателни функции по общи въпроси, касаещи интересите на прокуратурата.
Висшият съвет на Прокуратурата на Федералния окръг и териториите включва главния прокурор, заместник главния прокурор, четирима прокурори, избрани от Колегията на прокурорите и промоторите, и четирима членове – двама прокурори и двама промотори, избрани съответно от колегите си по ранг.
Висшият съвет е орган, който изпълнява широки регулаторни, контролни и нормативни функции, касаещи критериите за назначение и кариерно развитие на членовете на прокуратурата, както и такива, касаещи дейността на различните административни звена на прокуратурата. Висшият съвет налага или одобрява дисциплинарни наказания на членове на прокуратурата; изисква или одобрява временно или постоянно отстраняване от длъжност на членове на прокуратурата и назначава дисциплинарни комисии, разследващи членове на прокуратурата; изготвя списък с кандидати за длъжността Главен-корежедор на Прокуратурата на Федералния окръг и териториите; попълва състава на различните технически и административни звена на прокуратурата и др.
Камарите за координация и ревизия на Прокуратурата на Федералния окръг и териториите са специализирани по материя органи, които осигуряват координация, единство и проверка на функциите на прокуратурата. Всяка от камарите за координация и ревизия се състои от трима членове на прокуратурата, като един от членове се назначава от главния прокурор, а двама се избират от Висшия съвет. Мандатът на членовете на камарите е двугодишен. Главният прокурор определя по един от членовете на камарите за изпълняващ длъжността координатор, а Висшият съвет изготвя правилник за дейността на камарите. Всяка камара осигурява интегритета на дейността на органите на прокуратурата, които попадат в обсега на нейните компетенции, съблюдавайки принципа за функционална независимост. Камарите поддържат сътрудничество с други държавни органи или институции, които извършват дейност в сферите от тяхната компетенция. Камарите за координация и ревизия подсигуряват останалите органи на прокуратурата с правно-техническа информация от сферата на тяхната компетенция. Камарите одобряват съхраняването и архивирането на цялата или на части от информацията, събрана в хода на различните разследвания, или определят други органи на прокуратурата, които да извършват тази дейност, и се произнасят относно архивирането на информацията, събрана от полицейски и парламентарни разследвания, с изключения на случаите от компетенцията на главния прокурор. Камарите се произнасят и по случаите на спорове за компетенция между различните органи на прокуратурата.
Корежедорията на Прокуратурата на Федералния окръг и териториите е орган, който контролира дейността и поведението на членовете на прокуратурата. Представлява вътрешен отдел, който се ръководи от главен корежедор. Главният корежедор се назначава от главния прокурор измежду кандидатите, предложени от Висшия съвет. Главният корежедор има право да участва без право на глас в заседанията на Висшия съвет. Той извършва ex oficio, по искане на главния прокурор или искане на Висшия съвет разследвания или налагане на корективни мерки, резултатите от които се представят в съответни доклади. Главният корежедор започва разследвания срещу членове на прокуратурата и предлага на Висшия съвет откриване на последваща административна процедура срещу тях. Главният корежедор има право да извършва атестации на членовете на прокуратурата и да предлага на Висшия съвет отстраняването на онези от тях, които не са преминали успешно атестациите си.